# Бедфорд (містечко, Нью-Йорк)
Бедфорд (англ. Bedford) — місто (англ. town) в США, в окрузі Вестчестер штату Нью-Йорк. Населення — 17 309 осіб (2020).

## Демографія
Згідно з переписом 2010 року, у місті мешкало 17 335 осіб у 5765 домогосподарствах у складі 4379 родин. Було 6326 помешкань
Расовий склад населення:
| - 85,7 % — білих - 5,4 % — чорних або афроамериканців - 2,9 % — азіатів - 0,2 % — корінних американців - 3,9 % — осіб інших рас |

До двох чи більше рас належало 1,8 %. Частка іспаномовних становила 12,1 % від усіх жителів.
За віковим діапазоном населення розподілялося таким чином: 26,8 % — особи молодші 18 років, 60,7 % — особи у віці 18—64 років, 12,5 % — особи у віці 65 років та старші. Медіана віку мешканця становила 41,5 року. На 100 осіб жіночої статі у місті припадало 84,3 чоловіків;  на 100 жінок у віці від 18 років та старших — 78,6 чоловіків також старших 18 років.
Середній дохід на одне домашнє господарство  становив 224 836 доларів США (медіана — 121 797), а середній дохід на одну сім'ю — 255 702 долари (медіана — 154 526). Медіана доходів становила 112 500 доларів для чоловіків та 55 350 доларів для жінок. За межею бідності перебувало 5,3 % осіб, у тому числі 7,0 % дітей у віці до 18 років та 2,2 % осіб у віці 65 років та старших.
Цивільне працевлаштоване населення становило 7802 особи. Основні галузі зайнятості: освіта, охорона здоров'я та соціальна допомога — 23,0 %, науковці, спеціалісти, менеджери — 20,8 %, фінанси, страхування та нерухомість — 12,9 %, мистецтво, розваги та відпочинок — 9,0 %.